# Dirk Fock

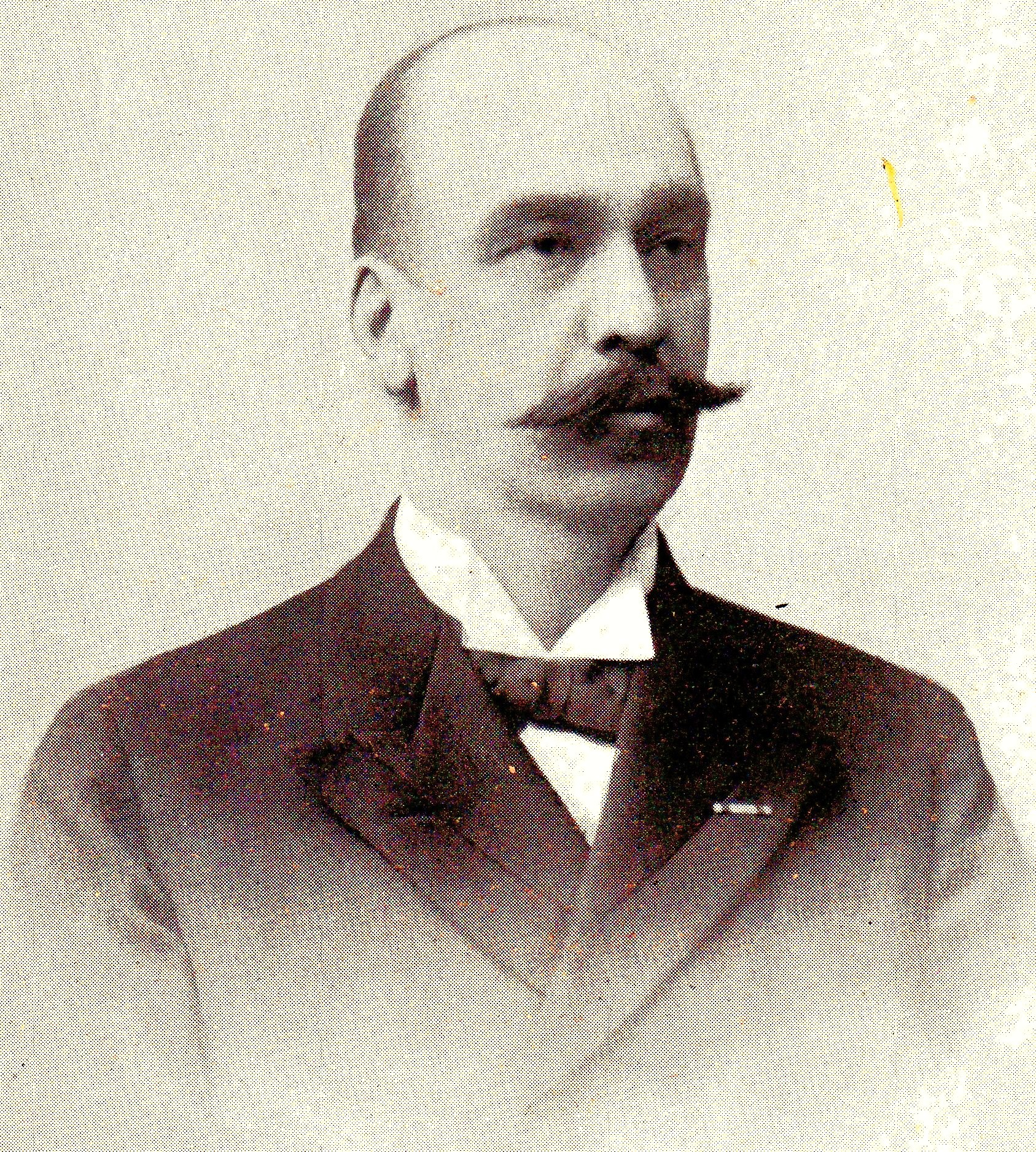
Dirk Fock (1908)

Dirk Fock (* 19. Juni 1858 in Wijk bij Duurstede; † 17. Oktober 1941 in Den Haag) war ein niederländischer liberaler Politiker (Liberale Unie, LSP) und Kolonialbeamter. Er war Kolonialminister der Niederlande (1905–1908), Gouverneur von Suriname (1908–1911) und Generalgouverneur von Niederländisch-Indien (1921–1926).
Dirk Fock absolvierte ein Studium der Rechts- und Staatswissenschaft an der Universität Leiden und wurde 1880 promoviert. Anschließend war er von 1880 bis 1898 als Rechtsanwalt (advocaat und procureur) in der damaligen Kolonie Niederländisch-Indien (dem heutigen Indonesien) tätig.
Im Jahre 1901 wurde Fock für einen Rotterdamer Distrikt in die Zweite Kammer der Generalstaaten gewählt, das Unterhaus des niederländischen Parlaments, wo er sich dem Fortschrittlich-Liberalen Parlamentsklub (Vooruitstrevend-Liberale Kamerclub) anschloss. Sein Aufgabengebiet waren unter anderem koloniale Angelegenheiten.
Von 1905 bis 1908 war er Kolonialminister im liberalen Kabinett De Meester, von 1908 bis 1911 Gouverneur von Suriname. Fock war von 1913 bis 1920 erneut Abgeordneter in der Zweiten Kammer und von 1917 bis 1920 deren Vorsitzender (Parlamentspräsident). Er war Parteimitglied der Liberale Unie, die 1921 mit anderen liberalen Parteien zur Liberale Staatspartij (LSP) fusionierte. Königin Wilhelmina ernannte ihn im September 1920 zum Generalgouverneur von Niederländisch-Indien, der mit Abstand größten Kolonie seines Landes. Er trat sein Amt in Batavia (dem heutigen Jakarta) im März 1921 an und amtierte bis September 1926.
Fock blieb bis ins hohe Alter politisch aktiv. 1928 verlieh ihm die Königin den Ehrentitel eines Staatsministers. Er wurde 1929 in die Erste Kammer (das Oberhaus des Parlaments, auch Senat genannt) gewählt, der er bis 1935 angehörte und wo er 1932 bis 1935 Vorsitzender der liberalen Fraktion Vrijheidsbond war.